# La Chavatte

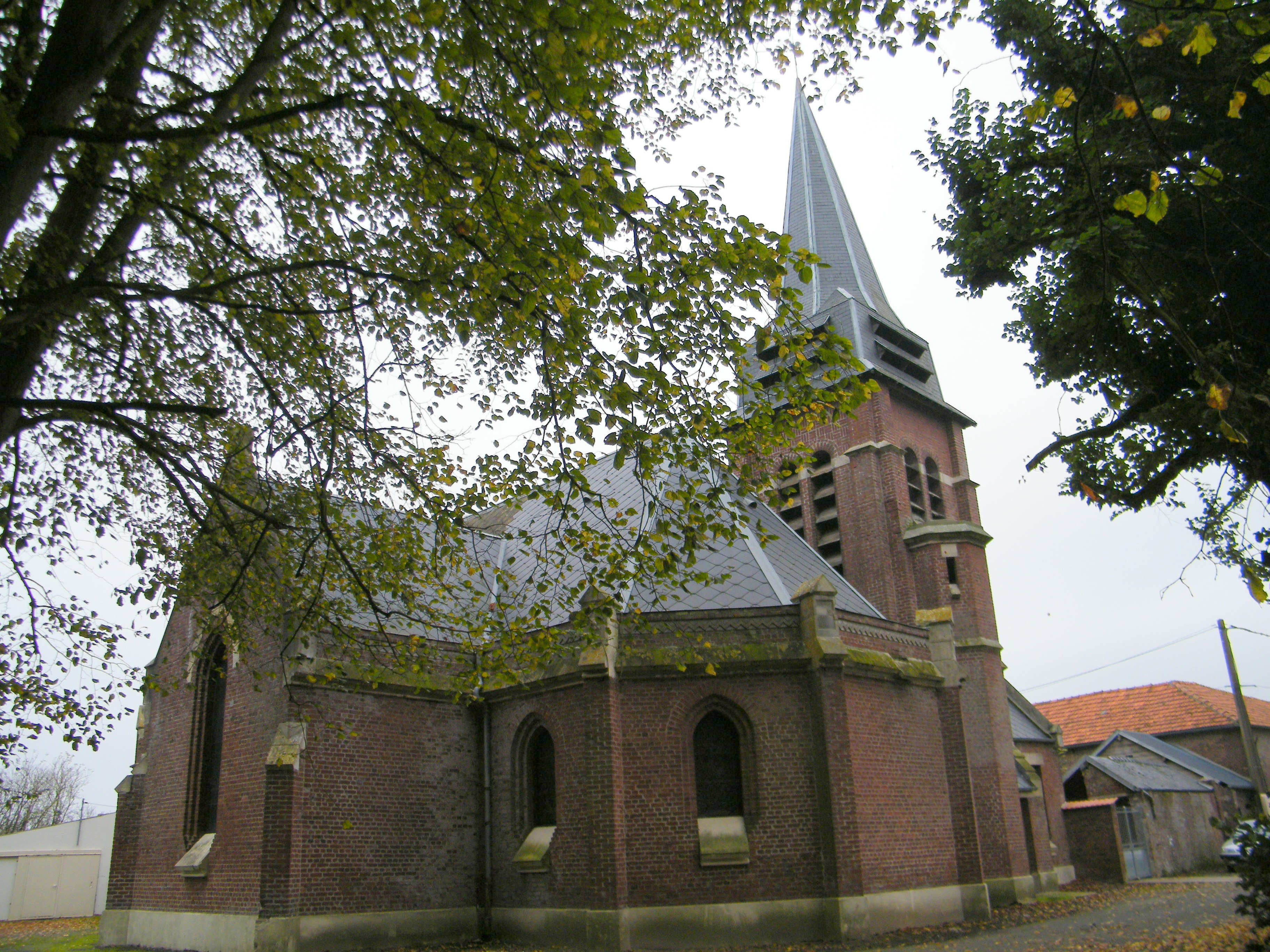
Kirche Saint-Nicolas

La Chavatte (picardisch: L’Chavate) ist eine nordfranzösische Gemeinde mit 64 Einwohnern (Stand 1. Januar 2022) im Département Somme in der Region Hauts-de-France. Die Gemeinde liegt im Arrondissement Péronne, gehört zum Kanton Moreuil und ist Teil der Communauté de communes Terre de Picardie.

## Geographie
Die kleine Gemeinde in der Landschaft Santerre liegt rund 7 km nördlich von Roye an der Départementsstraße D161E.

## Geschichte
Die Gemeinde erhielt als Auszeichnung das Croix de guerre 1914–1918.

## Einwohner
| 1962 | 1968 | 1975 | 1982 | 1990 | 1999 | 2006 | 2010 |
| ---- | ---- | ---- | ---- | ---- | ---- | ---- | ---- |
| 35   | 48   | 40   | 28   | 40   | 39   | 52   | 62   |

## Verwaltung
Bürgermeister (maire) ist seit 2001 Francis Delacherie.